# Cravans
Cravans ist eine westfranzösische Gemeinde mit 859 Einwohnern (Stand 1. Januar 2022) im Département Charente-Maritime in der Region Nouvelle-Aquitaine.

## Lage
Cravans liegt in der alten Kulturlandschaft der Saintonge etwa 20 Kilometer (Fahrtstrecke) südwestlich von Saintes bzw. etwa 15 Kilometer westlich von Pons. Die wegen ihrer romanischen Kirchen sehenswerten Orte Rioux und Rétaud befinden sich fünf bzw. zehn Kilometer nördlich.

## Bevölkerungsentwicklung
| Jahr      | 1968 | 1975 | 1982 | 1990 | 1999 | 2006 | 2016 | 2019 |
| Einwohner | 503  | 509  | 493  | 526  | 521  | 677  | 854  | 896  |

Bei der ersten Volkszählung in Frankreich im Jahre 1793 hatte Cravan 921 Einwohner. Bis zur Mitte des 19. Jahrhunderts lagen die Einwohnerzahlen stets um die 800; danach sorgte die Reblauskrise im Weinbau für einen Rückgang. Aufgrund der relativen Nähe zu den Städten Saintes und Pons und der vergleichsweise günstigen Miet- und Grundstückspreise ist die Bevölkerungszahl von Cravans in den letzten Jahren wieder leicht angestiegen.

## Wirtschaft
Landwirtschaft und Weinbau bestimmen seit Jahrhunderten das Wirtschaftsleben des Ortes, der daneben auch als Handels-, Handwerks- und Dienstleistungszentrum für die Weiler und Einzelgehöfte im Umland fungierte. Die Böden der Gemeinde gehören zum Anbaugebiet der Bons Bois des Weinbaugebietes Cognac, doch wird auf vielen Ackerflächen auch Getreide (Weizen, Mais) angebaut. Seit den 1980er Jahren ist der Tourismus (Vermietung von Ferienwohnungen) als Einnahmequelle hinzugekommen.

## Geschichte
Zur Geschichte von Cravans liegen kaum Informationen vor. Die Kirche lässt jedoch darauf schließen, dass der Ort bereits im Mittelalter existierte. Ob der Ort im Hundertjährigen Krieg (1337–1453) in Mitleidenschaft gezogen wurde, ist nicht bekannt. Wohl aber weiß man von Zerstörungen während der Hugenottenkriege (1562–1598).

## Sehenswürdigkeiten

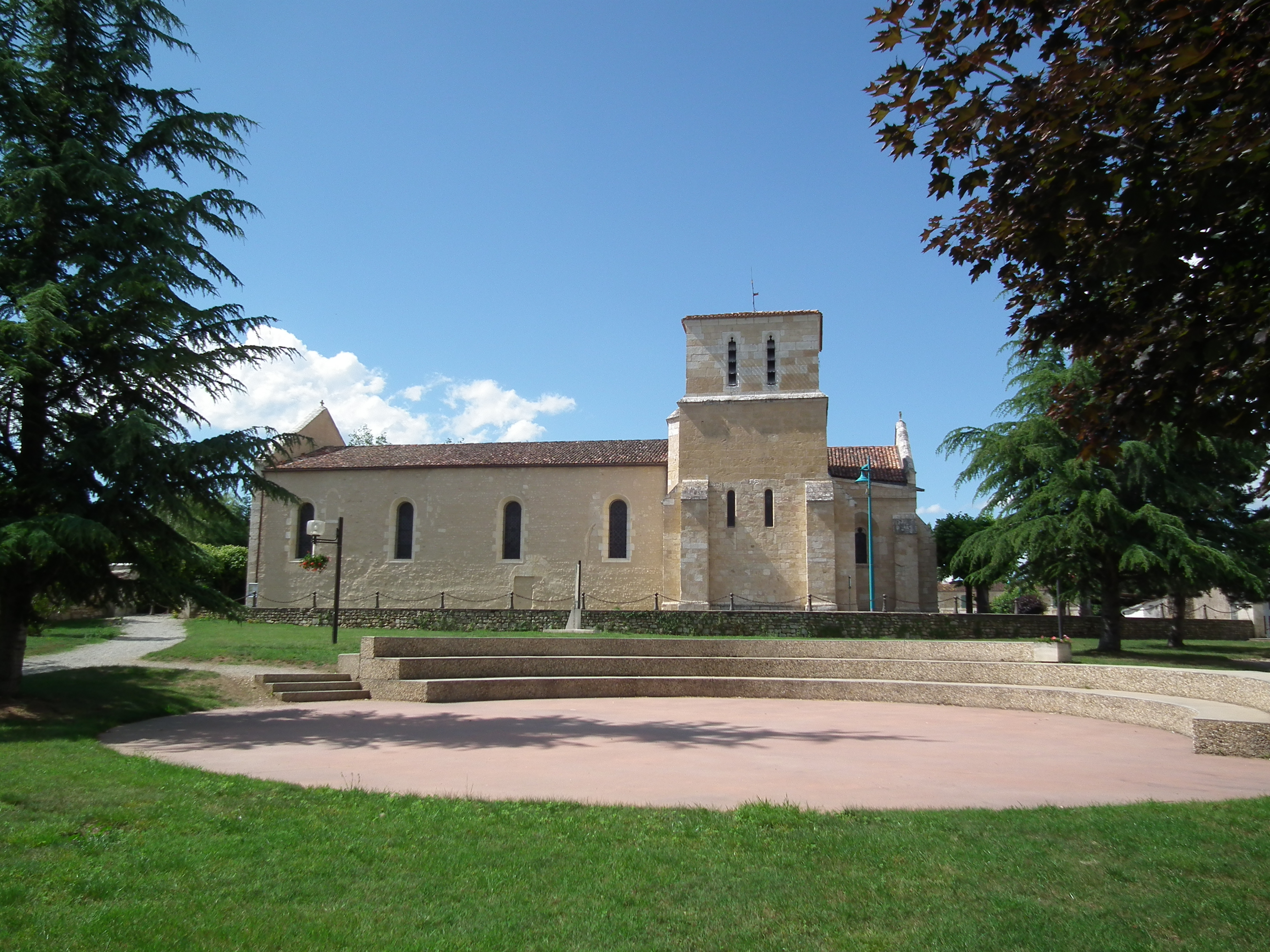
Kirche von Cravans

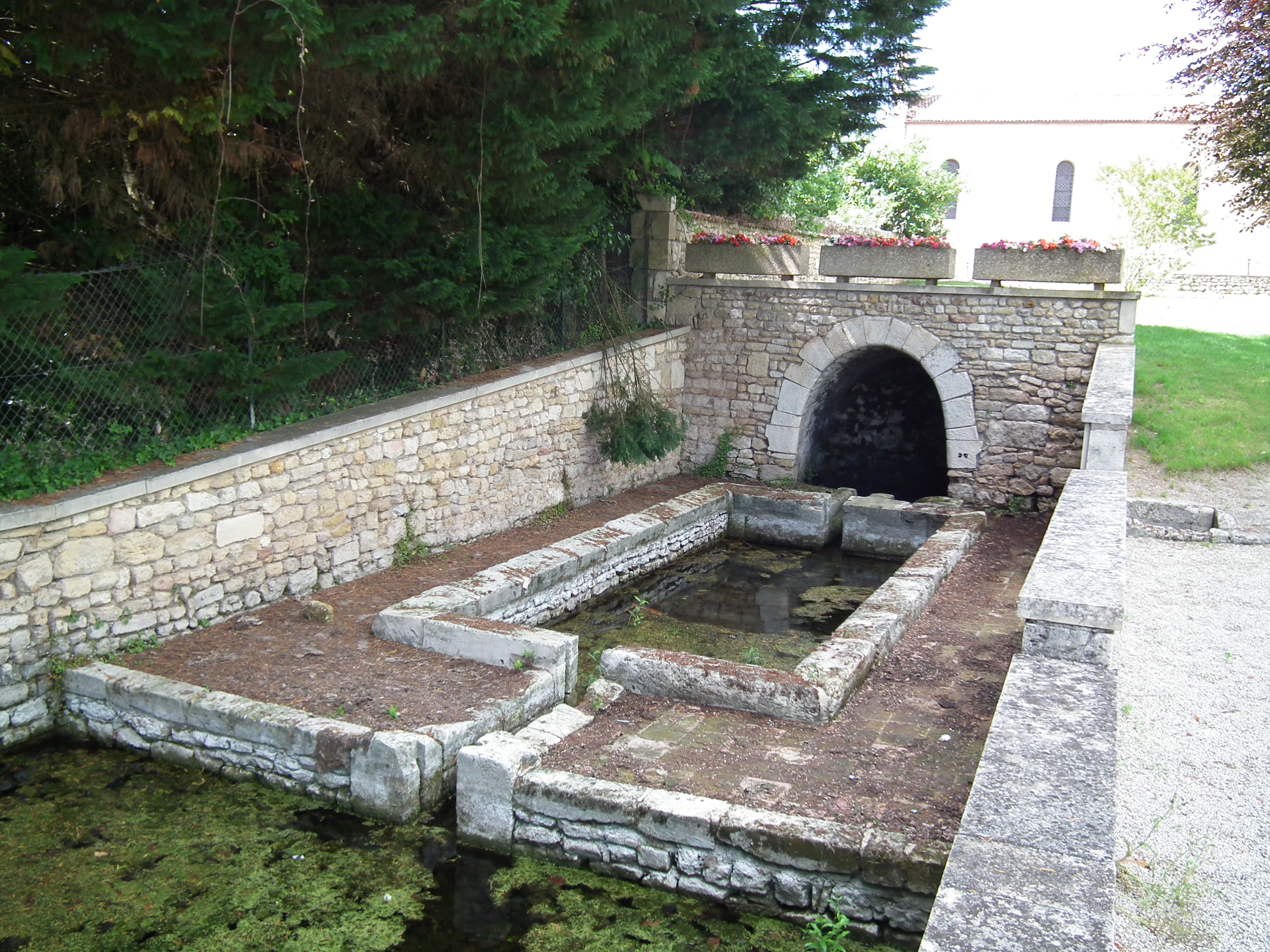
Fontaine du Jardin Public

Siehe auch: Liste der Monuments historiques in Cravans
- Die schlichte spätromanische bzw. frühgotische Dorfkirche Saint-Pierre ist die wichtigste Sehenswürdigkeit des Ortes. Ihre Bauzeit lag im 13. und 14. Jahrhundert, doch wurde sie in den Hugenottenkriegen stark beschädigt. Bei einer Erweiterung des 18. Jahrhunderts wurden zwei schmale und von schlichten Pfeilern abgetrennte Seitenschiffe angefügt; das Mittelschiff erhielt ein einfaches Tonnengewölbe. Lediglich der gedrungen wirkende Südturm und die Chorpartie mit ihrem flachen Abschluss und ihrem Spitztonnengewölbe sind weitgehend original erhalten.
- Das etwa 300 Meter östlich der Kirche an einer Wegkreuzung auf einem Sockel mit aufstehender kannelierter Säule und einem ionischen Kapitell stehende Kreuz wird als sogenanntes Hosianna-Kreuz angesehen.
- Ein weiteres Wegkreuz (Croix Notre-Dame) stammt aus dem Jahr 1858 und ersetzt ein älteres Kreuz, das während der Französischen Revolution zerstört wurde.
- Am Ortsrand befindet sich an einer Quelle (Fontaine du Jardin Public) ein ungedecktes Waschbecken (lavoir) aus dem 18. Jahrhundert, in welchem ursprünglich hauptsächlich Leinfasern und -stoffe gereinigt wurden.
- Die Domaine de Beaumont ist ein ehemals befestigter Gutshof aus dem 15. oder 16. Jahrhundert, der sich im Privatbesitz befindet. Vom ursprünglichen Bau erhalten sind noch ein runder Eckturm und die Ruine eines Taubenhauses (colombiers).

## Persönlichkeiten
- Arthur Cravan (1887–zuletzt gesehen im November 1918), Dadaist, der eigentlich Fabian Avenarius Lloyd hieß, wählte den Ortsnamen als Bestandteil seines Künstlernamens.